# Lou Deprijck
Francis Jean "Lou" Deprijck (Lessines, 11 de enero de 1946-Bruselas, 19 de septiembre de 2023) fue un cantante y productor discográfico belga. Fue una figura importante en la escena pop belga de los años 1970 y 1980, con más de 20 millones de copias de sus composiciones vendidas en todo el mundo, lo que lo convierte en uno de los artistas belgas más vendidos. Deprijck es mejor conocido por haber coescrito con Yves Lacomblez y por haber proporcionado la voz cantante para el sencillo de Plastic Bertrand de 1978 Ça plane pour moi.

## Biografía
Inicialmente fue miembro de la banda Liberty 6, que fracasó en 1967 con la canción Je Suis Pop Et Tout À Fait Dingue. Más tarde se unió a Two Man Sound, un grupo de pop latino formado con Sylvain Vanholme de Wallace Collection e Yvan Lacomblez. Two Man Sound vendió más de un millón de copias de su sencillo Charlie Brown de 1975, mientras que el álbum Disco Samba, que contiene la canción del mismo nombre, vendió aproximadamente 1,4 millones de copias en América Latina.
Deprijck también tuvo un gran éxito en solitario en 1978 en Francia y Bélgica con la canción de ska/reggae Kingston, Kingston, bajo el seudónimo de Lou & The Hollywood Bananas. El éxito más conocido de Deprijck fue Ça plane pour moi, que compuso para Plastic Bertrand, pero varios años después se descubrió que la voz de la canción era la de Deprijck, quien también había cantado en los primeros cuatro álbumes de Plastic Bertrand en lugar de éste.
En los años 80, Deprijck lanzó a la joven cantante Viktor Lazlo, a quien conoció en la discoteca Le Mirano de Bruselas. Para ella produjo el álbum homónimo Viktor Lazlo en 1987, así como el álbum Hot & Soul en 1989. En 1984, bajo el nombre de Lou Van Houten, Deprijck lanzó el álbum Collures con Boris Bergman bajo el seudónimo de Les Epants.
Deprijck pasó las siguientes décadas en Pattaya, Tailandia, donde continuó su actividad musical, incluida la reescritura de la letra de Kingston, Kingston, que se convirtió en Pattaya, Pattaya. Lou Deprijck murió el 19 de septiembre de 2023, poco después de ser ingresado en un hospital de Bruselas. Tenía 77 años.